# 国際戦略研究所
国際戦略研究所、又は国際問題戦略研究所（こくさいせんりゃくけんきゅうじょ、英:International Institute for Strategic Studies、略称:IISS）は、イギリスに本部を置く国際安全保障、地政学、地経学、サイバーセキュリティについて分析を行う民間研究機関（シンクタンク）。世界最大の軍事データベース「ミリタリーバランス」を発表している。

## 概要
1958年に創設されて以来、IISSは世界の平和や安定を維持・発展させることを目指す政策を推奨し、世界有数の研究機関という評価を受けている。
1997年以降、本部はイギリス・ロンドンのアランデル・ハウスに、他シンガポール、アメリカ合衆国のワシントンD.C.、バーレーンのマナーマ、ドイツのベルリンにオフィスを置く。 

## 研究プログラム
研究は、五つのテーマと七つの地域に分かれる。 

### 研究テーマ
防衛・軍事アナリシス (Defence and Military Analysis)
軍事・安全保障政策と能力、軍事費、調達、産業、新技術の影響などについての研究。
サイバー・宇宙・未来の紛争（Cyber, Space and Future Conflict)
軍事・諜報において人工衛星やロボット工学、人工知能やソーシャルメディアなどの情報通信技術の応用を分析。量子コンピュータ等の新技術に関しての研究。
地経学、地政学と戦略　(Geo-economics, Geopolitics and Strategy)
経済と地政学のグローバルな相互作用を分析し、 西洋から東洋への経済力の再分配についての調査研究。
紛争、安全と発展　(Conflict, Security and Development)
紛争及び不安定の原因並びに社会経済的影響を研究し、国際安全保障とグローバルな発展の因果関係について分析。
核拡散防止と核政策　(Non-Proliferation and Nuclear Policy)
核兵器とミサイル安全保障に関する討論を進め独創的な考えを導入。北朝鮮やイランの核合意に関する研究。

### 研究地域
アフリカ、アジア太平洋、ヨーロッパ、ジャパン・チェア・プログラム、中東・湾流地域、南アジア、アメリカ外交・大西洋横断問題。 
ジャパン・チェア・プログラム (Japan Chair Programme)
2019年に日本政府の支援で設立された研究プログラム。急速に変化する21世紀の地政学・地経学環境を踏まえた日本の国際戦略を、外交・安全保障、経済分野から検証する。

## 書籍
- ミリタリーバランス：1959年から毎年年末に出版される171カ国の軍事力と防衛経済年報アセスメント[3]。
- ミリタリーバランス・プラス：日々更新される171カ国、過去14年超の各国軍事全般をカバーするデジタルデータベース。
- サバイバル：国際政治・戦略：国際問題ジャーナル（隔月発行）[4]。
- アデルフィ・シリーズ：（旧アデルフィ・ペーパーズ）1961年に初版出版、国際安全保障政策に関する研究論文シリーズ[5]。
- アームド・コンフリクト・サーベイ：紛争の政治的、軍事的、人道的側面にフォーカスした年次レビュー[6]。
- ストラテジック・コメント：国際政治及び軍事に関する分析。オンラインで発表[7]。
- ストラテジック・ドシェ：アジアの安全保障年次アセスメント（Asia-Pacific Regional Security Assessment 2021）[8]

## 国際会議
毎年世界最大規模の安全保障会議、シャングリラ・ダイアローグとマナマ・ダイアローグを主催。
シャングリラ・ダイアローグは2002年から開催されているアジア安全保障会議。3日間の会議は、シンガポールのシャングリ・ラ・ホテル・シンガポールで開催され、アジア太平洋地域と関係する国々の国防大臣などが、地域の課題や防衛協力などを議論する。
2004年設立のマナーマ・ダイアローグ（中東安全保障対話）はバーレーンのマナーマで開催される中東の安全保障を中心とした国際会議。 

## 日本との関係
日本は毎年、防衛大臣がシャングリラ・ダイアローグに参加している。
2013年には初めて日本から河野太郎外務大臣がマナーマ・ダイアローグに参加した。 
2014年第13回シャングリラ・ダイアローグにおいて、安倍晋三元総理大臣は「アジアの平和と繁栄よ永遠なれ」と題する基調講演をした。